# Komaki Kikuchi
Komaki Kikuchi (菊池 小巻, Kikuchi Komaki), née le 22 février 1997, est une escrimeuse japonaise. Championne du monde junior de fleuret et vainqueur de la coupe du monde junior en 2017, elle devient championne d'Asie en 2018.

## Palmarès
- Championnats d'Asie d'escrime
  -  Médaille d'or aux championnats d'Asie d'escrime 2018 à Bangkok
  -  Médaille d'argent par équipes aux championnats d'Asie d'escrime 2017 à Bangkok

## Classement en fin de saison
| Année | 2015 | 2016 | 2017 | 2018 |
| ----- | ---- | ---- | ---- | ---- |
| Rang  | 166  | 169  | 58   | 17   |